# Scyliorhinus capensis
O tubarão-gato-de-manchas-amarelas é uma espécie de tubarão do gênero Scyliorhinus da família Scyliorhinidae. É encontrado em águas de climas subtropicais de profundidades de aproximadamente de 30 até 500 metros, no sudeste do Oceano Atlântico. É um tubarão bem pequeno chegando a medir 122 cm.

## Aparência
Os tubarões-gato-de-manchas-amarelas são semelhantes aos demais tubarões-gato, apenas sendo distinguido por suas marcas amarelas no corpo inteiro em sua área dorsal, e sua coloração é cinza de um tom escuro. Eles são bem pequenos medindo 122 cm (sem informações do sexo; macho ou fêmea). Quando maturos chegam a medir 68 a 70 cm.

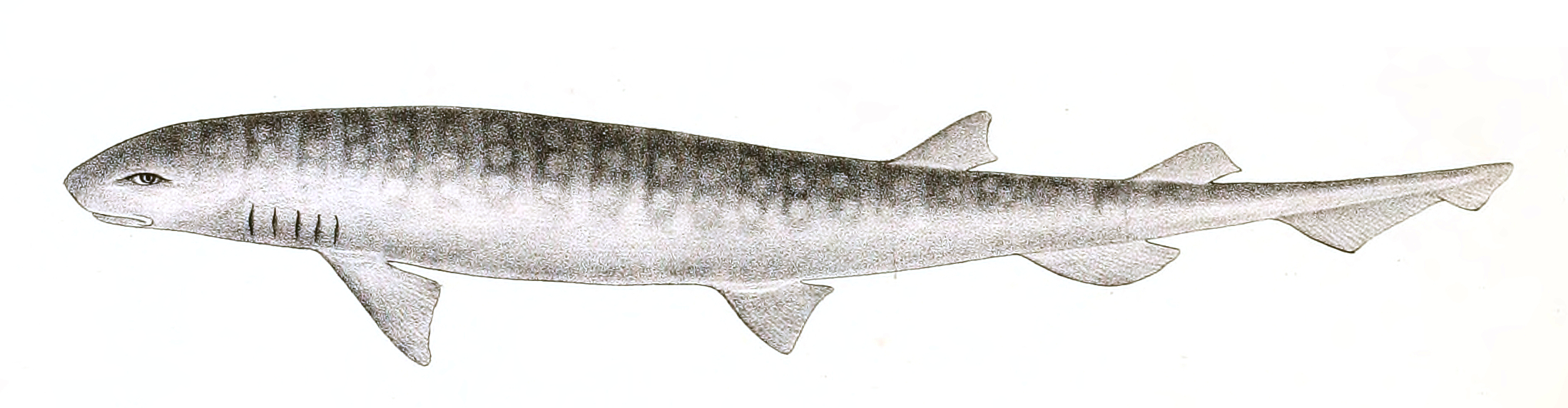

## Distribuição e hábitat
Os tubarões-gato-de-manchas-amarelas são encontrados em águas costeiras de climas subtropicais, de profundidades de 26 até 495 metros, no sudeste do Oceano Atlântico, na África, de Namíbia até a África do Sul.

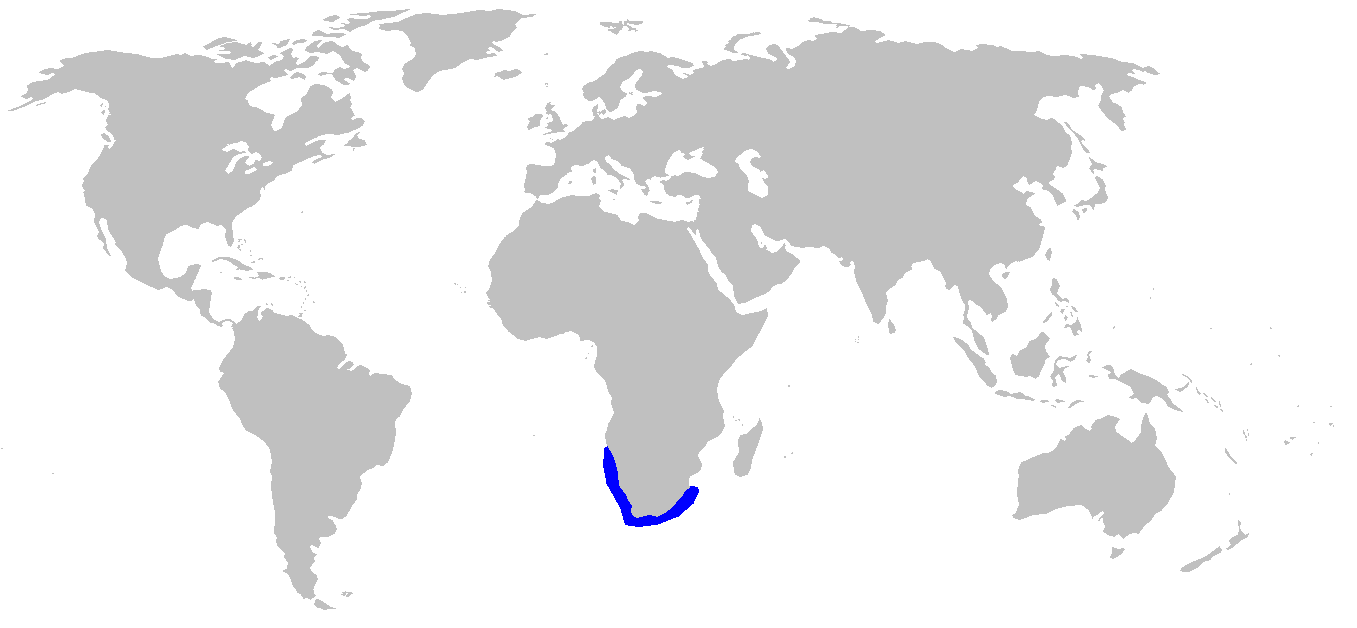
Distribuição geográfica do tubarão-gato-de-manchas-amarelas.

## Reprodução
O tubarão-gato-de-manchas-amarelas é uma espécie vívipara, com um único ovo a cada vez por oviduto. As caixas de ovos têm um tamanho médio de 8 cm de comprimento e 3 cm de largura. Os filhotes nascem com mais ou menos 30 cm.

## Estado de conservação
O tubarão-gato-de-manchas-amarelas foi considerado como espécie quase ameaçada pela União Internacional para a Conservação da Natureza (IUCN) desde 2004, resultado de pesca e colheita de recursos aquáticos que prejudicam sua sobrevivência.